# Воля-Сьвінецька
Воля-Сьвінецька (пол. Wola Świniecka) — село в Польщі, у гміні Свіниці-Варцькі Ленчицького повіту Лодзинського воєводства.
Населення — 205 осіб (2011).
У 1975-1998 роках село належало до Конінського воєводства.

## Демографія
Демографічна структура станом на 31 березня 2011 року:
|          | Загалом | Допрацездатний вік | Працездатний вік | Постпрацездатний вік |
| -------- | ------- | ------------------ | ---------------- | -------------------- |
| Чоловіки | 101     | 15                 | 70               | 16                   |
| Жінки    | 104     | 20                 | 51               | 33                   |
| Разом    | 205     | 35                 | 121              | 49                   |